# 翁廷俊
翁廷俊（1914年7月8日—1992年3月10日），台灣醫學家，桃園龍潭烏樹林人，祖籍清帝國廣東潮州府普寧縣（今中國廣東普寧市），能說流利鶴佬話、客家話、日本語。

## 生平
醫學專門著作以外編有《客語辭典》、《台灣龍潭翁氏祖譜》。

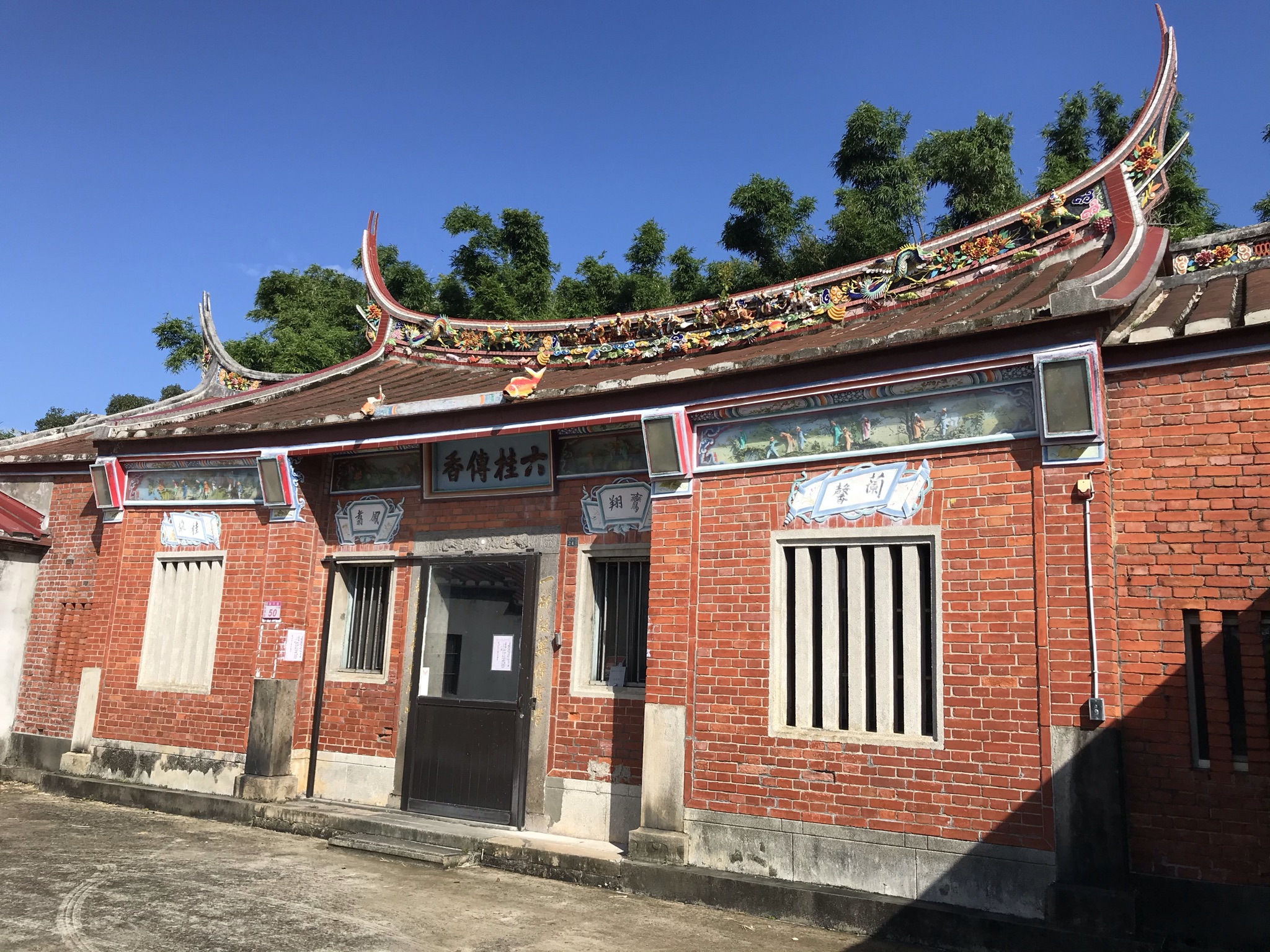
烏樹林翁宅祖堂

龍潭公學校、台北州立基隆中學校（現在基隆中學）卒業，考進台灣總督府台北醫學專門學校。
1937年台北帝國大學附屬醫學專門部（原台灣總督府台北醫學專門學校）卒業，進入台北帝國大學醫學部第一內科研修，師承小田俊郎。
1945年以〈依雞血球法而做的網狀組織內皮細胞系機能之實驗性研究〉得台北帝國大學醫學博士學位。
1945年10月末國民政府請杜聰明接收台北帝國大學醫學部，台灣人醫師投票選出李鎮源、許燦煌、許強、賴肇東、翁廷俊5人協助杜聰明教授接收，11月15日完成，1945年12月國立臺灣大學成立，羅宗洛代理校長聘翁廷俊和許強為第一附屬醫院（現台大醫院）講師，李鎮源為熱帶醫學研究所副教授，許燦煌為醫學院講師，賴肇東為第一附屬醫院助教。
1946年與許強博士們領導台大醫院年青醫師3月22日起集體罷診抗議，羅宗洛代理校長在4月10日接見許、翁和林天賜、林天祐等醫師代表，接受訴求，4月11日起台大醫院恢復門診。
翁是1947年留用教授回日本後，台大醫學院第一內科最早期的本土師資之1和第2位台灣人主任（第1位是翁廷藩）。
接主任後在他的老師：研究漢藥的杜聰明支持和指導下，同時在台大醫學院試辦漢方科，以第一內科主任兼首位漢方科主任，不久漢方科停辦。
1947年與郭琇琮、謝湧鏡、蕭道應、許強、邱林淵等參加中國共產黨台北市工作委員會，成為地下黨員。
1949年6月辭第一內科主任行政職，仍任台大教職。
1950年5月13日台大醫院發生第三內科主任許強、眼科主任胡鑫麟、耳鼻咽喉科蘇友鵬、皮膚泌尿科胡寶珍4位醫師被捕的白色恐怖事件，翁廷俊當時剛好不在院內而沒有被捕，在傅斯年校長和杜聰明院長勸說下，選擇「自新」，1955年離開台大，自行開業。